# رود گرانیتنایا
رود گرانیتنایا (انگلیسی: Granitnaya) یک رودخانه در سرزمین پریمورسکی کشور روسیه است.